# Glyphomitrium minutissimum
Glyphomitrium minutissimum är en bladmossart som beskrevs av Brotherus 1925. Glyphomitrium minutissimum ingår i släktet skärgårdsmossor, och familjen Ptychomitriaceae. Inga underarter finns listade i Catalogue of Life.